# 戈克斯海默塔尔
戈克斯海默塔尔（意为“戈克斯海姆的谷地”）是德国黑森州的一个市镇。总面积10.45平方公里，总人口3897人，其中男性1909人，女性1988人（2011年12月31日），人口密度373人/平方公里。